# Pınarbaşı (Fundplatz)
Koordinaten: 37° 29′ 38″ N, 33° 1′ 9″ O
Pınarbaşı (türkisch für Quelle) ist ein archäologischer Fundort des zentralanatolischen Hochlandes, an dem der Übergang pleistozäner Jäger- und Sammler-Gruppen hin zu ersten sesshaften agrarischen Gesellschaften untersucht wird.

## Lage
Der Fundort liegt 24,5 km südöstlich von Çatalhöyük in der türkischen Provinz Konya, unweit der Grenze zur Provinz Karaman auf einer Halbinsel im ehemaligen See Hotamış am Fuß der Kalksteinhügel des Bozdağ, eines nordwestlichen Ausläufers des Karadağ. Der Fundort besteht aus einer Reihe von Abris und einem Tell. In einem der Abris wurde ein epipaläolithischer Siedlungsplatz mit Gräbern freigelegt, der erste Fundplatz aus dieser Zeit auf dem zentralanatolischen Plateau und als ältester zentralanatolischer Fundort überhaupt.
Insgesamt scheinen die hier lebenden Menschen sehr mobil gewesen zu sein und leichte Schilfhütten bewohnt zu haben. Demgegenüber fand sich im Siedlungshügel (Tell) eine ausgedehnte dörfliche Siedlung.

## Forschungsgeschichte
Der Fundort wurde in den 1970ern von David French entdeckt. 1976 untersuchte Catherine Perlès die Silices. Trevor Watkins legte 1994 einige Testschnitte an. Dann wurde er 2003 bis 2005 unter Leitung von Douglas Baird von der Universität Liverpool ausgegraben.

## Chronologie
Die Abris waren im Epipaläolithikum bewohnt, die Tellsiedlung entwickelte sich zwischen 8600 und 8100 cal BC und wurde nach einer Siedlungsunterbrechung im Spätneolithikum, vom Chalkolithikum bis in die Frühbronzezeit und in byzantinischer Zeit bewohnt. Aus einer der Höhlen stammt auch eine byzantinische Inschrift.

## Umwelt
Das 9. Jahrtausend sah eine Wiederbewaldung nach der kaltzeitlichen Trockenzeit. Die Berghänge waren zu dieser Zeit mit Steppe und Waldsteppe bedeckt, letztere bestand vor allem aus Mandeln (Amygdalus sp.).

## Abris
Die mikrolithische Steinindustrie besteht vor allem aus grauem durchsichtigen Obsidian, daneben kommt jedoch auch Feuerstein vor. Eine Geräteherstellung vor Ort ist nachgewiesen. Es wurden ca. 30 % retuschierte Geräte gefunden, ein sehr hoher Prozentsatz. Unter den Mikrolithen herrschen Segmente vor, die außergewöhnlich groß sind. Sie wurden in Kerbtechnik hergestellt, Kerbreste wurden allerdings kaum gefunden, was auf eine Produktion außerhalb hindeutet. Felsgestein (Sandstein und Schiefer) stammt aus dem Taurusgebirge. Es wurden unter anderem Beile und Pfeilschaftglätter genutzt, von denen jedoch nur winzige Splitter gefunden wurden. Fischknochen belegen, dass der nahegelegene Hotamış-See zur Nahrungsversorgung genutzt wurde. Gesammelt wurden unter anderem wilde Mandeln und die Früchte der Terebinthe. Auerochsen und Equiden wurden gejagt.

## Verbleib der Funde
Die Funde aus dem Siedlungshügel sind im Archäologischen Museum Niğde ausgestellt.